# Four Star Y
Four Star Y (visualisiert ** Y **) ist das Debütalbum des gleichnamigen Trios von Liz Kosack, Dan Peter Sundland und Steve Heather. Die im Juli 2017 live im Club G5, Berlin, entstandenen Aufnahmen erschienen am 20. September 2024 auf dem Eigen-Label Grammarphone.

## Hintergrund
Four Star Y ist eine in Berlin ansässige Band, die nach einer Baseballkappe benannt ist. Mitglieder sind drei Zugewanderte, die in der freien Improvisationsszene der Stadt etabliert sind: die amerikanische Synthesizer-Spielerin Liz Kosack, der norwegische E-Bassist Dan Peter Sundland und der australische Schlagzeuger und Live-Elektroniker Steve Heather.

## Titelliste
- Liz Kosack, Dan Peter Sundland & Steve Heather: Four Star Y (Grammorphone GPHLP102)

1. Easy Now 8:02
2. Big Splash 6:21
3. Closing Credits 8:24
4. Small Town Pugs 8:44
5. Girl Talk 5:43
6. Dream Phone 5:02

Die Kompositionen stammen von Liz Kosack, Dan Peter Sundland und Steve Heather.

## Rezeption
Gemeinsam würden die drei Musiker auf ihrem Debütalbum frei improvisierte Musik auf künstlerisch hohem Niveau präsentieren, sorgfältig ausgearbeitet, mit vielschichtigen Grooves, schrieb Eyal Hareuveni in Salt Peanuts. Sie würden sechs hyperaktive und dichte Texturen bieten, die die Art und Weise hervorheben, wie dieses Trio als ein einziger Organismus funktioniere. Seine zeitlose Klangästhetik unterstreiche seine sich ständig verändernde rhythmische Vision, die nie daran Zweifel lasse, wohin sie will. Das Trio würde organisch zwischen psychedelischen Space-Prog[-Rock]-Landschaften und akrobatischer Fusion navigieren, von komplexer freier Improvisation bis hin zu ansteckenden Dance-Grooves, achte aber stets darauf, allzu populäre, abgedroschene Fallstricke zu vermeiden. Dieses seltsame Gebräu bestehe stattdessen aus explorativen und raumgreifenden Klanglandschaften, Grooves und Counter-Grooves und einem einfallsreichen Mix aus erweiterten Techniken sowie akustischen und elektronischen Klängen.